# Amt Mönchgut-Granitz
Im Amt Mönchgut-Granitz mit Sitz in der Gemeinde Baabe sind sechs Gemeinden zur Erledigung ihrer Verwaltungsgeschäfte zusammengeschlossen. Es liegt im Südosten der Insel Rügen im Landkreis Vorpommern-Rügen. Die Gemeinde Zirkow kam am 1. Januar 2005 aus dem Amt Bergen auf Rügen zum Amt Mönchgut-Granitz. Zum 1. Januar 2018 schlossen sich die Gemeinde Gager, Middelhagen und Thiessow zur neuen Gemeinde Mönchgut zusammen.
Die Gemeinden des Amtes, die im Biosphärenreservat Südost-Rügen liegen, leben hauptsächlich vom Tourismus. Die Urlaubsgäste schätzen vor allem die feinsandigen Strände, die Badewasserqualität und das Klima. Neben dem Tourismus spielen Landwirtschaft und Fischerei eine Rolle.

## Die Gemeinden mit ihren Ortsteilen
- Baabe
- Göhren
- Lancken-Granitz mit Blieschow, Burtevitz, Dummertevitz, Garftitz, Gobbin, Neu Reddevitz, Preetz und Zarnekow
- Mönchgut mit Alt Reddevitz, Gager, Groß Zicker, Klein Zicker, Lobbe, Mariendorf, Middelhagen und Thiessow
- Sellin mit Altensien, Moritzdorf, Neuensien und Seedorf
- Zirkow mit Dalkvitz, Nistelitz, Pantow, Serams und Viervitz

## Belege
1. ↑  Statistisches Amt M-V – Bevölkerungsstand der Kreise, Ämter und Gemeinden 2023 (XLS-Datei) (Amtliche Einwohnerzahlen in Fortschreibung des Zensus 2022) (Hilfe dazu).